# Edwin Villafuerte
Edwin Villafuerte (ur. 12 marca 1979 w Guayaquil) – ekwadorski bramkarz.

## Kariera

### Klubowa
Urodził się w Guayaquil. Jest wychowankiem tamtejszego klubu Barcelona SC, w którym grał od 1997 do 2005 roku. Z klubem tym zdobył mistrzostwo Ekwadoru oraz dotarł do finału Copa Libertadores. W 2006 roku został wypożyczony do Deportivo Quito. W 2008 roku trafił do Olmedo Riobamba, zaś rok później do Técnico Universitario. Po rozegraniu 17 spotkań w tym zespole przeszedł do Espoli Quito.

### Reprezentacyjna
Swoje pierwsze mecze reprezentacyjne rozgrywał już kadrze U-17 na Młodzieżowych Mistrzostwach Świata. W kadrze seniorów zadebiutował 5 września 2004 w meczu przeciwko Urugwajowi. Wraz z reprezentacją wywalczył awans i został powołany na mundial w Niemczech, gdzie Ekwador odpadł w 1/8 po meczu z Anglią. W reprezentacji rozegrał 16 spotkań .

## Osiągnięcia

### Barcelona SC
- 1997: Mistrzostwo Ekwadoru
- 1998: Finał Copa Libertadores

### Reprezentacja
- 2006: Awans do finałów Mistrzostw Świata w Niemczech